# 다르젠 반응
다르젠 반응(Darzens reaction) 또는 다르젠 축합(Darzens condensation) 또는 글라이시딕 에스터 축합(glycidic ester condensation)은 염기 용액에서 α,β-에폭시 에스터(글라이시딕 에스터(glycidic ester))를 형성하기 위하여 케톤 또는 알데하이드와 α-할로에스터를 반응시키는 화학 반응이다. 이 반응은 유기 화학자 오귀스트 조지 다르젠(Auguste George Darzens)에 의해 1904년 발견되었다.

## 후속 반응
다르젠 반응의 생성물은 다양한 형태의 화합물을 형성하는 반응을 추가로 할 수 있다. 에스터의 가수분해는 디카복실레이션(decarboxylation)을 일으키고, 이것은 에폭사이드(epoxide)의 재배열(rearrangement)을 일으켜 카보닐(carbonyl)을 만든다(단계 4). 다른 에폭사이드 재배열 반응은 이것과는 다른 구조를 형성하게 된다.

## 참조
1. ↑  Newman, M. S; Magerlein, B. J (1949). “The Darzens Glycidic Ester Condensation”. 《Organic Reactions》 5 (10): 413–440. doi:10.1002/0471264180.or005.10.
2. ↑  Jie Jack Li (2006). 〈Darzens glycidic ester condensation〉. 《Name Reactions》 3. expa판. Springer-Verlag. 183–184쪽. doi:10.1007/3-540-30031-7.[깨진 링크(과거 내용 찾기)]
3. ↑  Ballester, Manuel (April 1955). “Mechanisms of The Darzens and Related Condensations Manuel Ballester”. 《Chemical Reviews》 55 (2): 283–300. doi:10.1021/cr50002a002.
4. ↑  Darzens, G. (1904). “Method generale de synthese des aldehyde a l'aide des acides glycidique substitues”. 《Compt. Rend.》 (프랑스어) 139: 1214.
5. ↑  Darzens, G. (1905). “Methode generale de synthese des d'esters glycidiques αβ substitues et de cetones”. 《Compt. Rend.》 (프랑스어) 141: 766.
6. ↑  Darzens, G. (1906). “Condensation glycidique des aldehydes avec l'ether alpha-chloropropionique”. 《Compt. Rend.》 (프랑스어) 142: 214.